# Owen Carron
Owen Gerard Carron (* 9. Februar 1953 in Enniskillen, Nordirland) ist ein ehemaliger aktiver Republikaner Nordirlands und ein gewähltes Mitglied für den Wahlkreis Fermanagh and South Tyrone im Unterhaus Großbritanniens in der Zeit von 1981 bis 1983, als er erfolgreich für den Anti-H-Block kandidierte.

## Frühes Leben
Owen studierte in Manchester und gab in einer katholischen Schule in Armagh Unterricht in Geschichte und Religion. Dieses Amt gab er auf, weil es für ihn zu weit war, um zu der Farm seines 75-jährigen Vater zu gelangen. Er war Mitglied in einem lokalen H-Block Committee und organisierte erfolgreiche Treffen, Märsche und Demonstrationen im Hungerstreik von 1980.

## Wahlkampfleiter
Carron war der Wahlkampfleiter von Bobby Sands im April 1981, der diese Wahl gewann und 26 Tage danach an den Folgen seines Hungerstreiks starb. Wegen der britischen Wahlrechtsänderung, dem Representation of the People Act 1981, war es anschließend nicht mehr möglich, dass sich Inhaftierte zur Wahl aufstellen lassen konnten, die zu mehr als einem Jahr Haftstrafe verurteilt waren. Deshalb kandidierte Carron für den sogenannten Anti H-Block/Proxy Political Prisoner in der Nachwahl, nachdem er als Kandidat der nationalen Kräfte bestimmt worden war.

## Abgeordnetenwahl
Carron wurde am 20. August 1981 mit noch größerer Mehrheit als Bobby Sands im Wahlkreis Fermanagh and South Tyrone gewählt und war damals das jüngste Mitglied im britischen Abgeordnetenhaus. Wie auch die meisten anderen irischen republikanischen Abgeordneten nahm er allerdings seinen Sitz im Unterhaus nicht wahr. In dieser Zeit fiel er unter den irischen Republikanern auf, da er stets im Anzug und mit Krawatte gekleidet war.
Carron machte kein Hehl daraus, dass er mit der Sinn Féin sympathisierte und trat ihr 1982 bei. Im Oktober 1982 wurde er als Kandidat der Sinn Féin für das Parlament Nordirlands aufgestellt und 1983 trat Carron erneut für die Unterhauswahl als offizieller Kandidat der Sinn Féin an, unterlag jedoch Ken Maginnis von  Ulster Unionist Party. Die Wahlniederlage war durch das Verhalten der Social Democratic and Labour Party verursacht worden, die durch die Aufstellung eines eigenen Kandidaten die nationalen Stimmen aufspaltete.

## Verhaftungen und späteres Leben
Carron wurde mit Danny Morrison am 21. Januar 1982 in den USA festgesetzt, weil sie illegal von Kanada eingereist waren. Er wurde abgeschoben und später wurden beide Männer verurteilt, weil sie den amerikanischen Offiziellen falsche Angaben gemacht und Erklärungen abgegeben hatten.
In 1986 wurde ein Gewehr, ein AK-47, in seinem Fahrzeug gefunden. Er wurde inhaftiert, aber zur Wahl in Fermanagh and South Tyrone im Jahr 1986 wieder entlassen. Er verlor die Wahl und ging anschließend nach County Leitrim in der Republik Irland. Nach der Intervention von Großbritannien in der Republic of Ireland wurde er verhaftet und zweieinhalb Jahre in Haft genommen, da der Irische Gerichtshof den Besitz automatischer Waffen als eine politische Straftat betrachtete. 
Nach seiner Entlassung arbeitete er als Generalunternehmer, bevor er 1995 seinen Dienst als Lehrer aufnahm und Schuldirektor der National School in Ballinmore wurde.
2002 wurde Carron auf einer Liste von Mitgliedern der Sinn Féin aufgeführt, denen die britische Regierung Amnestie gewährte.
2007 war er der Wahlkampfdirektor des Kandidaten der Sinn Féin Martin Kenny im Wahlkreis Roscommon-South Leitrim während der Wahl zum Dáil Éireann (Parlament der Republik Irland).

## Sonstiges
Carron ist der Neffe des früheren nationalistischen Politikers der Nationalist Party John Carron.